# Powiat drawski
Powiat drawski, "Drawskodistriktet", är ett distrikt i nordvästra Polen, tillhörande Västpommerns vojvodskap. Distriktet har 58 724 invånare (2012). Huvudort är staden Drawsko Pomorskie.

## Administrativ kommunindelning
Distriktet indelas i sex kommuner, varav fyra är stads- och landskommuner och två är landskommuner.

Kommunindelning

### Stads- och landskommuner
- Czaplinek
- Drawsko Pomorskie (huvudort)
- Kalisz Pomorski
- Złocieniec

### Landskommuner
- Ostrowice
- Wierzchowo

## Internationella utbyten
Distriktets officiella partners är:
- Tyskland:
  - kommunen Feldberger Seenlandschaft, Mecklenburg-Vorpommern
  - Kreis Segeberg, Schleswig-Holstein
- Estland: Keila kommun, Harjumaa